# Historias extraordinarias
Historias extraordinarias és una pel·lícula argentina de 2008 escrita i dirigida per Mariano Llinás i protagonitzada per Walter Jakob, Agustín Mendilaharzu i Llinás. La cinta té una durada de 245 minuts i està dividida en tres actes, que es divideixen en un total de 18 capítols a través dels quals es conten tres històries paral·leles i independents entre si. Les tres històries estan protagonitzades per «X», «H» i «Z», tres homes comuns. El primer presencia un assassinat i decideix amagar-se en un hotel. El segon està a càrrec d'una missió que no acaba de comprendre. Mentre que l'últim comença a investigar de manera obsessiva la vida d'un home que acaba de morir i que ell va reemplaçar en el seu nou lloc de treball.
El projecte va ser realitzat de forma independent i el canal I.Sat es va encarregar de finançar-ho amb un pressupost de trenta mil dòlars. A més del seu baix cost econòmic, Historias extraordinarias es va diferenciar d'altres produccions argentines en utilitzar un equip de filmació reduït —amb actors amb poca o sense experiència al cinema—, els rols del qual eren sovint flexibles o intercanviables. La cinta es va estrenar en el BAFICI, on va rebre dos premis. Així mateix, va rebre reconeixements en els Premis Sur, Cóndor de Plata i al Festival Internacional de Cinema de Miami. Va ser àmpliament elogiada per la crítica cinematogràfica argentina i internacional.

## Argument
Per motius laborals, X (Mariano Llinás) arriba a la ciutat d'Azul. Poc temps després de la seva arribada, és testimoni d'un episodi violent que acaba amb la mort d'un home a mans d'altres dos. Una vegada que els agressors es retiren, X s'acosta al lloc de l'incident i descobreix que abans de morir, la víctima havia amagat un maletí. X pren el maletí i descobreix que la víctima encara es troba amb vida; X li dispara. Sense saber que fer, X torna a l'habitació 301 de l'hotel on s'allotja, el Gran Hotel Azul. En veure's involucrat en un assassinat i desconeixent si els altres dos homes l'estan buscant, X decideix romandre ocult sense sortir de l'hotel. Mitjançant la ràdio i el diari es manté informat sobre el cas i descobreix que la víctima era un guàrdia de presó anomenat Orlando Rey. Poc després, Salvador Armas, un dels dos agressors, apareix mort i l'altre, Carlos Armas, el seu germà, és buscat per la policia. X suposa que Carlos Armas està en cerca del maletí que es va emportar de l'escena del crim.
Z (Walter Jakob) es muda a un poble per a treballar en una oficina coneguda com «La Federació», sense encara saber exactament com serà la seva funció a excepció que ocuparà el càrrec que abans era de Cuevas, el gerent. A causa del caràcter rutinari de l'ocupació —relacionada al sector agropecuari—, Z s'adapta ràpidament. Com a part de les seves tasques, Z haurà de viatjar en cotxe una vegada al mes per a dedicar-se a alguns assumptes d'inspecció de La Federación de manera presencial. Provisionalment, Z ocupa la mateixa habitació que Cuevas —mort d'un atac al cor— va ocupar durant vint anys: un petit monoambient situat dins de La Federació. En un viatge d'inspecció en l'acte de Cuevas, Z descobreix una llibreta amb notes escrites per Cuevas. El misteriós quadern sembla estar escrit en clau i inclou un mapa, sigles inexplicables i números. Aprofundint en la seva recerca, Z descobreix que Cuevas també utilitzava altres noms, com Krueger, i que estava involucrat en negocis desconeguts més enllà de la seva aparent vida senzilla a l'oficina. Atret pel personatge de Cuevas, Z continua seguint les seves pistes.
Un grup d'amics es reuneixen en l'Associació Sol de Mayo, un club social del poble, com el fan tots els mesos per a proposar nous projectes per al desenvolupament de la ciutat. Yáñez, un membre relativament nou, exposa una idea per a canalitzar el riu Salado per transportar càrregues en embarcacions mitjanes. Un dels membres més veterans, Bagnasco, assegura que el pla de Yáñez és impossible i el ridiculitza. Mentrestant, Factorovich, que té una rivalitat amb Bagnasco, escolta tractant de no reaccionar, però no aguanta i intenta demostrar que la idea de Yáñez és possible i fa una aposta amb Bagnasco. Una amic de Factorovich, Fava, li comenta que fa trenta anys la Companyia Fluvial del Plata havia començat a desenvolupar la mateixa idea que havia proposat Yáñez però l'havia abandonat per raons que no tenien a veure amb la seva viabilitat. Els únics registres d'aquest antic projecte són una sèrie de monòlits situats al llarg del riu; aquests monòlits són prova suficient per a demostrar la possibilitat del projecte. Per tant, Factorovich contracta a H (Agustín Mendilaharzu) perquè recorri el riu i fotografiï els monòlits, però no li dona més explicacions. La cerca d'H es complica quan en el seu recorregut troba els monòlits destruïts i signes de presència humana recent.

## Repartiment
- Walter Jakob com a Z
- Agustín Mendilaharzu com a H
- Mariano Llinás com a X
- Klaus Dietze com a César
- Horacio Marassi com a Saponara
- Eduardo Iaccono com a Factorovich
- Lola Arias com a Alicia
- Mariana Chaud com a María Luisa
- Julio Citarella com a Bagnasco
- Edmundo Lavalle com a Palomeque
- Leandro Ibarra com a Salvador Armas
- Héctor Bordoni com a Carlos Armas
- Oscar Mauregui com a Orlando Rey
- Fernando Llosa com a Cuevas
- Esteban Lamothe com a El marit
- Ana Livingston com s Lola Gallo
- Héctor Díaz com a Salamone
- Daniel Hendler com a Narrador
- Juan Minujín com a Narrador
- Verónica Llinás com a Narradora

## Producció
Encara que el resultat final va ser una pel·lícula de 245 minuts de durada, el director Mariano Llinás no va calcular prèviament aquesta durada sinó que «va sortir així», però sí que preveia una «pel·lícula monstruosa». Durant aproximadament un any, Llinás va desenvolupar els tres arguments centrals a partir de tres premisses clàssiques: un home que és acusat d'un crim que no va cometre, un mapa d'un tresor i una aposta. La primera versió del guió era de 110 pàgines, que es calculava que anava a requerir al voltant de 70 actors, 60 locacions, deu setmanes per a filmar i cent viatges a través de la província de Buenos Aires. Els membres de la producció havia fet una llista de «problemes sense solució» que incloïa la presència de lleons, viatges a Àfrica, escenes bèl·liques, explosions, seqüències nàutiques, una inundació i incendis. El director va treballar amb un equip de producció delimitat, d'una mitjana de quatre persones —a més dels actors—, a vegades arribant a ser deu, on els rols eren intercanviables.
| «                | Inicialment, la meva intenció era la de construir un film que fos el més semblant possible a una novel·la, gairebé podríem dir que a una novel·la d'aventures del segle xix, amb la veu en off com a instrument rector. La intenció era explorar en quina mesura això era possible, en una disciplina com el cinema en la qual la noció de relat clàssic ha esclatat fa més de mig segle. Com reconstruir des de la modernitat aquesta emoció i aquest vigor narratiu? Com no fer un film que no fos massa autoconscient, que no fos una paròdia o que no fos una ximpleria absoluta? | » |
| — Mariano Llinás | |   |

Parts de la pel·lícula van ser filmades a La Pampa i el riu Paraná. Per a les escenes finals, l'equip de rodatge —conformat per la productora Laura Citarella, el director Mariano Llinás i l'actor Walter Jakob— es va traslladar a Moçambic per a realitzar només tres plans. La cinta va ser realitzada amb un pressupost mínim; el projecte va ser finançat principalment pel canal I.Sat —que va aportar trenta mil dòlars— i l'Institut Cultural de la Província de Buenos Aires —que va invertir deu mil pesos, aleshores tres mil dòlars. Altres institucions van donar suport a la producció, com la Universitat del Cinema, que va ajudar mitjançant el préstec de materials filmació, o els municipis de la província de Buenos Aires, que van brindar hostalatge, menjar i transport. El repartiment va ser conformat per actors inexperts i actors provinents del teatre independent. Alguns actors o membres de l'equip van participar de la pel·lícula de manera gratuïta, entre ells els narradors —Daniel Hendler, Juan Minujin i Verónica Llinás, la germana del director— o els directors de fotografia Lucio Bonelli, Martín Mohadeb i Julián Apezteguia, que van col·laborar en alguns segments.

## Estrena
La pel·lícula va ser estrenada al Buenos Aires Festival Internacional de Cinema Independent a l'abril de 2008 i posteriorment va ser projectada en els festivals de Torino, Cinequest, Miami, Los Angeles, Vancouver, Nantes i Wisconsin. Va ser estrenada per al públic al Complejo Cultural Cine Teatro 25 de Mayo i al Malba, cada projecció va comptar amb dos intervals de deu minuts cadascun. Historias extraordinarias es va projectar durant alguns mesos i va arribar a ser vista per més de 30.000 espectadors. Al Malba va arribar a ser projectada tots els diumenges durant un any. Un any després de la seva estrena, es va publicar un llibre d'Historias extraordinarias, que a més de contar la història en la seva versió inicial —abans de filmar-se— inclou notes al peu de pàgina amb canvis respecte a la versió fílmica i anècdotes del rodatge. El 2017 es va llançar una edició de luxe de la pel·lícula en DVD.

## Recepció

### Crítica
El film va rebre comentaris positius per part de la crítica cinematogràfica argentina. Luciano Monteagudo del diari Página/12 va afirmar que Historias extraordinarias és «un film insòlit per la seva originalitat formal, per l'exuberància narrativa que desplega i per les seves artesanals maneres de producció, que paradoxalment demostren un nivell de professionalisme capaç de posar en crisi les formes més burocratitzades de fer cinema, i no sols a l'Argentina». En el seu ressenya de la pel·lícula, el diari La Nació va publicar: «Cadascun d'aquests blocs causa inquietud per conèixer el següent, i aquesta estructura fa sostenible una durada fora del comuna, mai abans provada pel cinema local, un mèrit atribuïble a un guió que beu en diferents gèneres -suspès, humor, amor i fins i tot aventura- amb igual sort». La crítica va concloure dient: «Historias extraordinarias és una excel·lent mostra de tot el que Llinás i el seu equip saben i poden fer; una obra que transcendeix tot el cinema nacional vist en els últims temps. No és poc».».
El crític Federico Karstulovich va escriure: «Mai el cinema argentí s'havia permès tantes llibertats, tanta ambició narrativa (sense implicar alt pressupost, per contra, pressupostària i productivament és una involuntària humiliació a la resta del cinema local). I, menys que menys, havia sortejat el projecte amb tant de talent». El periòdic El Día la va descriure com a «Exuberant, barroca i entremesclada, la pel·lícula apel·la a una fragmentació constructiva, plena d'indicis, paraules i imatges que es combinen en una narració sòlida, prodigiosa i imaginativa, una veritable proesa de la paraula, on es barreja l'humor, el misteri i l'aventura». Tras presenciar una proyección de la cinta en el BAFICI el crítico Diego Batlle sintió que estaba «participando de un hecho histórico, de una obra que iba (va) a quedar en la historia grande del cine argentino». Després de presenciar una projecció de la cinta en el BAFICI el crític Diego Batlle va sentir que estava «participant d'un fet històric, d'una obra que anava (va) a quedar en la història gran del cinema argentí».
El film també va ser ben rebut en l'àmbit internacional. Robert Koehler del setmanari estatunidenc Variety va escriure que Històries extraordinàries «no satisfà les expectatives del títol en un sentit narratiu, però marca una cosa enterament única al cinema recent». Damon Smith del lloc IndieWire va escriure: «Novel·lística en dimensió i ambició, àmplia en els seus plecs temporals i girs irònics, Historias extraordinarias no és menys que un intent de reordenar les prioritats del cinema entorn de l'acte de la narració dramàtica, de qüestionar la naturalesa de la ficció mateixa, recorrent a les rondalles i tradicions narratives d'antany». Scott Foundas de LA Weekly va afirmar: «No us deixeu dissuadir per les quatre hores de durada: No hi ha ni un moment avorrit aquí, ni mancat d'enginy visual o narratiu. Aquest és un treball de constant sorpresa». Paul Brunick de The New York Times va qualificar a la pel·lícula com «un treball emocionantment innovador», mentre que Andrew Schenker de Slant Magazine també va escriure una crítica positiva i va afirmar que «mai un film havia estat narrat tan implacablement». Alguns crítics van comparar la història amb el treball d'escriptors com Robert Louis Stevenson, Thomas Pynchon i principalment Jorge Luis Borges. L'autor Peter H. Rist va observar que «la progressió laberíntica i la interrupció de les línies narratives de Històries extraordinàries» està notablement connectada amb l'escriptura de Borges.

### Premis
| Organització                                                       | Categoria                                | Guanyadors i nominats | Resultat  | Ref(s) |
| ------------------------------------------------------------------ | ---------------------------------------- | --------------------- | --------- | ------ |
| Buenos Aires Festival Internacional de Cinema Independent (BAFICI) | Premi del Públic                         | Mariano Llinás        | Guanyador | [ 26 ] |
| Buenos Aires Festival Internacional de Cinema Independent (BAFICI) | Premi Especial del Jurat                 | Mariano Llinás        | Guanyador | [ 26 ] |
| Premis Sur                                                         | Millor pel·lícula                        | Mariano Llinás        | Nominat   | [ 27 ] |
| Premis Sur                                                         | Millor guió original                     | Mariano Llinás        | Guanyador | [ 27 ] |
| Premis Cóndor de Plata                                             | Cóndor de Plata a la Innovació Artística | Mariano Llinás        | Guanyador | [ 28 ] |
| Festival Internacional de Cinema de Miami                          | Gran Premi del Jurat                     | Mariano Llinás        | Guanyador | [ 29 ] |